# Fabian Rohner
Fabian Rohner (Zurigo, 17 agosto 1998) è un calciatore svizzero, centrocampista del Winterthur.

## Carriera

### Club
Cresciuto nei settori giovanili di Höngg e Zurigo, il 6 gennaio 2017 ha firmato il primo contratto professionistico, della durata di tre anni. Ha esordito in prima squadra il 1º aprile, nella partita vinta contro lo Sciaffusa per 2-1.

### Nazionale
Ha esordito con la nazionale under-21 svizzera il 27 marzo 2018, in occasione della partita di qualificazione all'Europeo 2019 persa per 2-4 contro il Portogallo.

## Statistiche

### Presenze e reti nei club
Statistiche aggiornate al 27 marzo 2018.
| Stagione        | Squadra         | Campionato      | Campionato | Campionato | Coppe nazionali | Coppe nazionali | Coppe nazionali | Coppe continentali | Coppe continentali | Coppe continentali | Altre coppe | Altre coppe | Altre coppe | Totale | Totale | Totale |
| Stagione        | Squadra         | Comp            | Pres       | Reti       | Comp            | Pres            | Reti            | Comp               | Pres               | Reti               | Comp        | Pres        | Reti        | Pres   | Reti   |        |
| --------------- | --------------- | --------------- | ---------- | ---------- | --------------- | --------------- | --------------- | ------------------ | ------------------ | ------------------ | ----------- | ----------- | ----------- | ------ | ------ | ------ |
| feb.-giu. 2017  | Zurigo          | CL              | 5          | 0          | CS              | -               | -               | UEL                | -                  | -                  | -           | -           | -           | 5      | 0      |        |
| 2017-2018       | Zurigo          | SL              | 7          | 2          | CS              | 3               | 0               | -                  | -                  | -                  | -           | -           | -           | 10     | 2      |        |
| Totale Zurigo   | Totale Zurigo   | Totale Zurigo   | 12         | 2          |                 | 3               | 0               |                    | -                  | -                  |             | -           | -           | 15     | 2      |        |
| Totale carriera | Totale carriera | Totale carriera | 12         | 2          |                 | 3               | 0               |                    | -                  | -                  |             | -           | -           | 15     | 2      |        |

### Cronologia presenze e reti in nazionale
| Cronologia completa delle presenze e delle reti in nazionale ― Svizzera under 21 | Cronologia completa delle presenze e delle reti in nazionale ― Svizzera under 21 | Cronologia completa delle presenze e delle reti in nazionale ― Svizzera under 21 | Cronologia completa delle presenze e delle reti in nazionale ― Svizzera under 21 | Cronologia completa delle presenze e delle reti in nazionale ― Svizzera under 21 | Cronologia completa delle presenze e delle reti in nazionale ― Svizzera under 21 | Cronologia completa delle presenze e delle reti in nazionale ― Svizzera under 21 | Cronologia completa delle presenze e delle reti in nazionale ― Svizzera under 21 |
| Data                                                                             | Città                                                                            | In casa                                                                          | Risultato                                                                        | Ospiti                                                                           | Competizione                                                                     | Reti                                                                             | Note                                                                             |
| -------------------------------------------------------------------------------- | -------------------------------------------------------------------------------- | -------------------------------------------------------------------------------- | -------------------------------------------------------------------------------- | -------------------------------------------------------------------------------- | -------------------------------------------------------------------------------- | -------------------------------------------------------------------------------- | -------------------------------------------------------------------------------- |
| 27-3-2018                                                                        | Neuchâtel                                                                        | Svizzera under 21                                                                | 2 – 4                                                                            | Portogallo under 21                                                              | Qual. Europeo Under-21 2019                                                      | -                                                                                | 73’                                                                              |
| Totale                                                                           |                                                                                  | Presenze                                                                         | 1                                                                                |                                                                                  | Reti                                                                             | 0                                                                                |                                                                                  |

## Palmarès

### Club

#### Competizioni nazionali
- Challenge League: 1

Zurigo: 2016-2017
- Coppa Svizzera: 1

Zurigo: 2017-2018
- Campionato svizzero: 1

Zurigo: 2021-2022